# Torneo Esperanzas de Toulon de 2017
El XLV Torneo Esperanzas de Toulon de 2017 se disputó en Francia entre el 29 de mayo y el 10 de junio del 2017. Participaron doce equipos de fútbol de distintos continentes. El torneo se celebra anualmente y se juega entre selecciones Sub-21. En esta edición algunas selecciones participaron con sus categorías Sub-23.
Este torneo marcó el debut de dos selecciones con bajo nivel futbolístico como Cuba e Indonesia.

## Equipos participantes
El torneo contó con la presencia de doce selecciones de diferentes continentes.
| Equipos participantes | Equipos participantes | Equipos participantes | Equipos participantes |
| --------------------- | --------------------- | --------------------- | --------------------- |
| Angola                | Baréin                | Brasil                | Costa de Marfil       |
| Escocia               | Gales                 | Indonesia             | Inglaterra            |
| Francia               | Japón                 | Cuba                  | República Checa       |

## Primera fase

### Grupo A
| Equipo     | Pts | PJ | PG | PE | PP | GF | GC | Dif |
| ---------- | --- | -- | -- | -- | -- | -- | -- | --- |
| Inglaterra | 9   | 3  | 3  | 0  | 0  | 10 | 2  | 8   |
| Angola     | 4   | 3  | 1  | 1  | 1  | 6  | 3  | 3   |
| Japón      | 2   | 3  | 0  | 2  | 1  | 3  | 4  | -1  |
| Cuba       | 1   | 3  | 0  | 1  | 2  | 3  | 13 | -10 |

| 29 de mayo de 2017 | Japón          | 1:1 (0:0) | Cuba               | Stade de Lattre de Tassigny, Aubagne |                           |
|                    | Hiroki Itō 60' | Reporte   | 77' Rolando Oviedo | Árbitro(s): Don Robertson            | Árbitro(s): Don Robertson |

| 29 de mayo de 2017 | Inglaterra   | 1:0 (0:0) | Angola | Stade de Lattre de Tassigny, Aubagne |                        |
|                    | Ike Ugbo 51' | Reporte   |        | Árbitro(s): Karim Abed               | Árbitro(s): Karim Abed |

| 1 de junio de 2017 | Angola    | 1:1 (0:0) | Japón             | Stade Marcel Roustan, Salon-de-Provence |                        |
|                    | Chico 89' | Reporte   | 58' Takumi Sazaki | Árbitro(s): Pavel Orel                  | Árbitro(s): Pavel Orel |

| 1 de junio de 2017 | Inglaterra                                                                                             | 7:1 (2:1) | Cuba            | Stade Marcel Roustan, Salon-de-Provence |                             |
|                    | Harvey Barnes 19' 50' · George Hirst 34' 59' 70' (pen) · David Brooks 66' · Taylor-Crossdale 82' (pen) | Reporte   | 38' Eduard Puga | Árbitro(s): Alan Mario Sant             | Árbitro(s): Alan Mario Sant |

| 4 de junio de 2017 | Japón           | 1:2 (0:1) | Inglaterra                                          | Stade de Lattre de Tassigny, Aubagne |                                   |
|                    | Mizuki Ando 59' | Reporte   | 26' (pen) George Hirst · 78' (pen) Taylor-Crossdale | Árbitro(s): Anastasios Papapetrou    | Árbitro(s): Anastasios Papapetrou |

| 4 de junio de 2017 | Angola                              | 5:1 (2:0) | Cuba             | Stade de Lattre de Tassigny, Aubagne |                           |
|                    | Chico 2' 40' 58' · Rui 46' · Vá 79' | Reporte   | 26' Lazaro Tuero | Árbitro(s): Don Robertson            | Árbitro(s): Don Robertson |

### Grupo B
| Equipo          | Pts | PJ | PG | PE | PP | GF | GC | Dif |
| --------------- | --- | -- | -- | -- | -- | -- | -- | --- |
| Costa de Marfil | 7   | 3  | 2  | 1  | 0  | 5  | 3  | 2   |
| Gales           | 5   | 3  | 1  | 2  | 0  | 3  | 2  | 1   |
| Francia         | 4   | 3  | 1  | 1  | 1  | 7  | 3  | 4   |
| Baréin          | 0   | 3  | 0  | 0  | 3  | 1  | 8  | -7  |

| 30 de mayo de 2017 | Costa de Marfil        | 1:0 (1:0) | Baréin | Stade de Lattre de Tassigny, Aubagne |                             |
|                    | Wilfried Gnoukouri 39' | Reporte   |        | Árbitro(s): Alan Mario Sant          | Árbitro(s): Alan Mario Sant |

| 30 de mayo de 2017 | Francia | 0:0 (0:0) | Gales | Stade de Lattre de Tassigny, Aubagne |                           |
|                    |         | Reporte   |       | Árbitro(s): Radu Petrescu            | Árbitro(s): Radu Petrescu |

| 2 de junio de 2017 | Baréin | 0:1 (0:0) | Gales            | Stade Parsemain, Fos-sur-Mer |                           |
|                    |        | Reporte   | 83' Daniel James | Árbitro(s): Don Robertson    | Árbitro(s): Don Robertson |

| 2 de junio de 2017 | Francia           | 1:2 (0:0) | Costa de Marfil                        | Stade Parsemain, Fos-sur-Mer |                          |
|                    | Vicent Marcel 50' | Reporte   | 67' Jean Lazari · 86' Toure Kader Yaya | Árbitro(s): Yusuke Araki     | Árbitro(s): Yusuke Araki |

| 5 de junio de 2017 | Gales                | 2:2 (1:0) | Costa de Marfil                    | Stade de Lattre de Tassigny, Aubagne |                        |
|                    | George Thomas 8' 88' | Reporte   | 56' Christ Tiéhi · 68' Jean Krasso | Árbitro(s): Pavel Orel               | Árbitro(s): Pavel Orel |

| 5 de junio de 2017 | Baréin               | 1:6 (1:1) | Francia | Stade de Lattre de Tassigny, Aubagne |                          |
|                    | Abdulaziz Khalid 20' | Reporte   | 5' Arnaud Nordin · 50' Jean-Philippe Mateta · 54' (pen.), 80' Bilal Boutobba · 62' Yanis Barka · 87' Derick Osei Yaw | Árbitro(s): Yusuke Araki             | Árbitro(s): Yusuke Araki |

### Grupo C
| Equipo          | Pts | PJ | PG | PE | PP | GF | GC | Dif |
| --------------- | --- | -- | -- | -- | -- | -- | -- | --- |
| República Checa | 7   | 3  | 2  | 1  | 0  | 5  | 2  | 3   |
| Escocia         | 6   | 3  | 2  | 0  | 1  | 5  | 4  | 1   |
| Brasil          | 4   | 3  | 1  | 1  | 1  | 1  | 1  | 0   |
| Indonesia       | 0   | 3  | 0  | 0  | 3  | 1  | 5  | -4  |

| 31 de mayo de 2017 | República Checa                                            | 3:2 (1:1) | Escocia                   | Stade Marcel Roustan, Salon-de-Provence |                                   |
|                    | Ondej Chvěja 36' · Ondej Šašinka 46' · Martin Graiciar 65' | Reporte   | 2' 61' (pen) Oliver Burke | Árbitro(s): Anastasios Papapetrou       | Árbitro(s): Anastasios Papapetrou |

| 31 de mayo de 2017 | Brasil             | 1:0 (1:0) | Indonesia | Stade Marcel Roustan, Salon-de-Provence |                            |
|                    | Gabriel Novaes 38' | Reporte   |           | Árbitro(s): António Caxala              | Árbitro(s): António Caxala |

| 3 de junio de 2017 | República Checa                      | 2:0 (1:0) | Indonesia | Stade Parsemain, Fos-sur-Mer |                        |
|                    | Roman Kasiar 13' · Ondej Šašinka 83' | Reporte   |           | Árbitro(s): Karim Abed       | Árbitro(s): Karim Abed |

| 3 de junio de 2017 | Escocia         | 1:0 (1:0) | Brasil | Stade Parsemain, Fos-sur-Mer |                           |
|                    | Greg Taylor 36' | Reporte   |        | Árbitro(s): Radu Petrescu    | Árbitro(s): Radu Petrescu |

| 6 de junio de 2017 | Indonesia       | 1:2 (1:1) | Escocia                   | Stade Jules-Ladoumègue, Vitrolles |                             |
|                    | Hanis Putra 24' | Reporte   | 33' 69' (pen) Ryan Hardie | Árbitro(s): Alan Mario Sant       | Árbitro(s): Alan Mario Sant |

| 6 de junio de 2017 | Brasil | 0:0 (0:0) | República Checa | Stade Jules-Ladoumègue, Vitrolles |                            |
|                    |        | Reporte   |                 | Árbitro(s): António Caxala        | Árbitro(s): António Caxala |

### Mejor segundo
| Equipo  | Pts | PJ | PG | PE | PP | GF | GC | Dif |
| ------- | --- | -- | -- | -- | -- | -- | -- | --- |
| Escocia | 6   | 3  | 2  | 0  | 1  | 5  | 4  | 1   |
| Gales   | 5   | 3  | 1  | 2  | 0  | 3  | 2  | 1   |
| Angola  | 4   | 3  | 1  | 1  | 1  | 6  | 3  | 3   |

## Segunda fase

### Cuadro de desarrollo
|  | Semifinales        | Semifinales        |       |                     | Final               | Final |  |
|  |                    |                    |       |                     |                     |       |  |
|  | 8 de junio de 2017 |                    |       |                     |                     |       |  |
|  | Inglaterra         | 3                  |       |                     |                     |       |  |
|  | Escocia            | 0                  |       |                     |                     |       |  |
|  |                    |                    |       |                     |                     |       |  |
|  |                    |                    |       |                     | 10 de junio de 2017 |       |  |
|  |                    |                    |       |                     | Inglaterra (p.)     | 1 (5) |  |
|  |                    | Costa de Marfil    | 1 (3) |                     |                     |       |  |
|  |                    |                    |       |                     |                     |       |  |
|  |                    |                    |       |                     |                     |       |  |
|  |                    |                    |       |                     | Tercer lugar        |       |  |
|  | 8 de junio de 2017 | 8 de junio de 2017 |       | 10 de junio de 2017 | 10 de junio de 2017 |       |  |
|  | Costa de Marfil    | 2                  |       | Escocia             | 3                   |       |  |
|  | República Checa    | 1                  |       |                     | República Checa     | 0     |  |

### Semifinales
| 6 de junio de 2017 | Inglaterra                                 | 3:0 (1:0) | Escocia | Stade Parsemain, Fos-sur-Mer |                            |
|                    | Harvey Barnes 7' 74' · Elliot Embleton 56' | Reporte   |         | Árbitro(s): António Caxala   | Árbitro(s): António Caxala |

| 6 de junio de 2017 | Costa de Marfil                  | 2:1 (2:1) | República Checa  | Stade Parsemain, Fos-sur-Mer      |                                   |
|                    | Jean Lazare 3' · Jean Krasso 39' | Reporte   | 22' Onej Novotný | Árbitro(s): Anastasios Papapetrou | Árbitro(s): Anastasios Papapetrou |

### Tercer lugar
| 10 de junio de 2017 | Escocia                                                         | 3:0 (0:0) | República Checa | Stade de Lattre de Tassigny, Aubagne |                             |
|                     | Ryan Hardie 49' · Craig Wighton 63' · Denis Granečný 88' (a.g.) | Reporte   |                 | Árbitro(s): Alan Mario Sant          | Árbitro(s): Alan Mario Sant |

### Final
| 10 de junio de 2017 | Inglaterra                                                                        | 1:1 (1:0) (5:3 p.)         | Costa de Marfil                                               | Stade de Lattre de Tassigny, Aubagne |                        |
|                     | David Brooks 14'                                                                  | Reporte                    | 87' Ake Loba                                                  | Árbitro(s): Pavel Orel               | Árbitro(s): Pavel Orel |
|                     |                                                                                   | Tiros desde el punto penal |                                                               |                                      |                        |
|                     | Ike Ugbo · Elliot Embleton · Harvey Barnes · Callum Slattery · Ronaldo Vieira Nan |                            | Ake Loba · Souleymane Diaby · Aboubacar Kouyaté · Jean Lazare |                                      |                        |

|                       |
| Bandera de Inglaterra |
| Campeón               |
| Inglaterra            |
| 6° título             |